# وليام هنري بيكر
وليام هنري بيكر (بالإنجليزية: William Henry Becker)‏ (و. 1909 – 1992 م) هو ضابط، ومحامي، وقاضي من الولايات المتحدة الأمريكية . ولد في بروكهافن .
توفي في كولومبيا، ميزوري .

## الخدمة العسكرية
خدم في بحرية الولايات المتحدة.